# 宝箱と宝箱2が入ったブルーレイで聞くやつ
『宝箱と宝箱2が入ったブルーレイで聞くやつ』（たからばことたからばこツーがはいったブルーレイできくやつ）は、angelaのベストアルバム。2014年5月21日にスターチャイルドから発売された。

## 概要
- angela初のBDM（Blu-ray Disc Music）。
- PCで再生でき、曲の再生中に歌詞、ボーカルのオン/オフが切り替えられる。表示画面には、曲単位にangela本人達のコメントも表示されている。
- 名前の通り「宝箱 -TREASURE BOX-」と 「宝箱2 -TREASURE BOX II-」の全曲(初回限定盤にのみ付属するCD2の楽曲も含む)とそのOff vocal ver.が収録されている[1]。
- 4つのディスクの音源が入っているが、ついてくるディスクは1枚のみである。

## 収録曲
- 明日へのbrilliant road
- 綺麗な夜空
- The and of world
- merry-go-round
- Stay With Me
- fly me to the sky
- Proof
- in your arms
- Shangri-La
- cheers!
- DEAD SET
- Yell for you
- 果て無きモノローグ
- 鳥
- gravitation
- overture
- 恋のfirst run
- 涙が止まるまで
- Tears on my pillow
- LOVE LOVE Sweetie
- 君の傍で
- 運命的LOVE引力
- Beautiful fighter
- 約束
- Spiral
- Galactic material
- オルタナティヴ
- 蒼い春
- FORTUNES
- 蒼穹
- かべ2
- キラフワ
- THE LIGHTS OF HEROES
- KINGS
- 僕じゃない -Janai version-
- over the limits〈EURO HISTORIA〉
- 笑顔でバイバイ
- The end of the world
- 幸せの温度
- Proof
- 笑い者のFairy tale
- Separation[pf]
- 果て無きモノローグ
- Peace of mind
- Darling
- Link
- へんじ
- Shangri-La[mf]
- これらのoff vocal ver.